# Cadillac Allanté
Cadillac Allanté es un automóvil deportivo de dos puertas producido por Cadillac entre los años 1987 y 1993 teniendo aproximadamente 21.000 ejemplares producidos. Se fabricaba en San Giorgio Canavese, Italia y en Detroit/Hamtramck (Míchigan).
Fue diseñado por Pininfarina en Italia y puesto en el mercado para competir con el Mercedes-Benz Clase SL y el Jaguar XJS.

## Tabla de motores

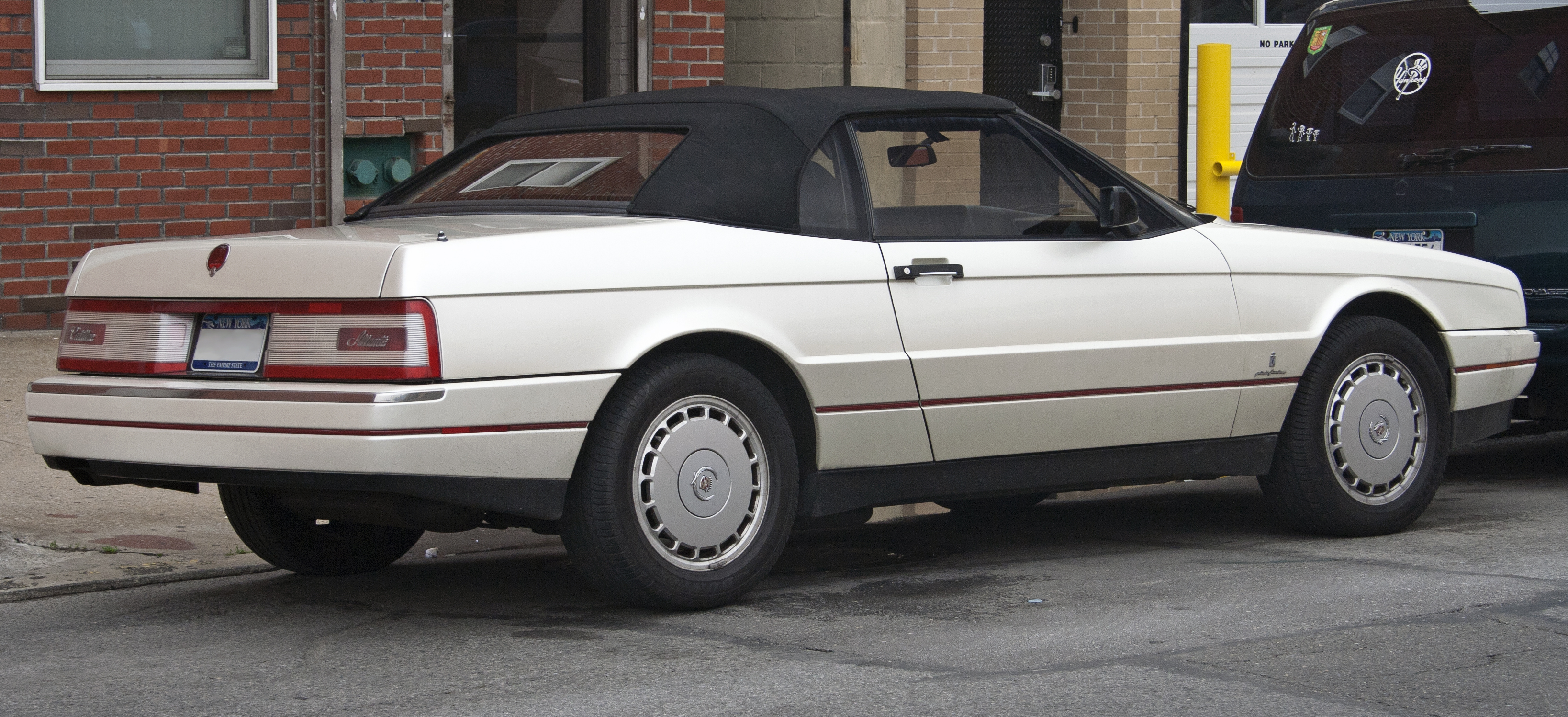
Vista trasera del modelo de 1991

| Año       | Cilindrada y serie              | Código de transmisión | Potencia máxima         | Par máximo           | 0–60 mph (97 kilómetros por hora) | 0–100 mph (161 kilómetros por hora) | 1/4 milla (402 m)                         | Velocidad máxima                  | Frenando desde 70 mph (113 kilómetros por hora) |
| --------- | ------------------------------- | --------------------- | ----------------------- | -------------------- | --------------------------------- | ----------------------------------- | ----------------------------------------- | --------------------------------- | ----------------------------------------------- |
| 1987–1988 | 4.1 L (250 plgs³) HT-4100       | F-7                   | 170 HP (127 kilovatios) | 235 lb·pie (319 N·m) | 9.3 s                             |                                     | 17.4 s                                    |                                   |                                                 |
| 1989–1992 | 4.5 L (275 plgs³) HT-4500       | F-7                   | 200 HP (149 kilovatios) | 270 lb·pie (370 N·m) | 7.9 s                             | 26.3 s                              | 16.3 s @ 83 mph (134 kilómetros por hora) | 122 mph (196 kilómetros por hora) | 183 pies (55,8 m)                               |
| 1993      | 4.6 L (281 plgs³) Northstar L37 | 4T80-E                | 295 HP (220 kilovatios) | 290 lb·pie (390 N·m) | 6.4 s                             | 17.7 s                              | 15.0 s @ 93 mph (150 kilómetros por hora) | 140 mph (225 kilómetros por hora) | 189 pies (57,6 m)                               |